# Сидре, Синтия
Синтия Сидре (англ. Cynthia Cidre) — американский сценарист и продюсер, номинант на премию «Эмми» в 1990 году. Сидре известна как продюсер и шоураннер прайм-тайм мыльной оперы TNT «Даллас» (2012—2014). Она также была автором сериала «Плантация» в 2007 году и написала сценарии к фильмам «Страна», «Убийство в маленьком городе» и «Короли мамбо». В 2015 году она была нанята как сошоураннер другой прайм-тайм мыльной оперы, «Кровь и нефть» на ABC.

## Фильмография
- Я видел, что ты делал / I Saw What You Did (1988)
- Страна / In Country (1989)
- Пламя в душе / A Killing in a Small Town (1990)
- Короли мамбо / Fires Within (1991)
- / The Mambo Kings (1992)
- / Father Lefty (2002)
- Любовь по обмену / Tara Road (2005)
- Плантация/ Cane (13 эпизодов, 2007)
- / Danny Fricke (2008)
- / And Baby Will Fall (2011)
- Даллас / Dallas (40 эпизодов, 2012—2014)
- Кровь и нефть / Blood and Oil (2015 —)